# Ramsés IX
Neferkara-Setepenra Ramsés o Ramsés IX fue el octavo faraón de la dinastía XX de Egipto, gobernando de c. 1126 a 1108 a. C.

## Reinado de Ramsés IX

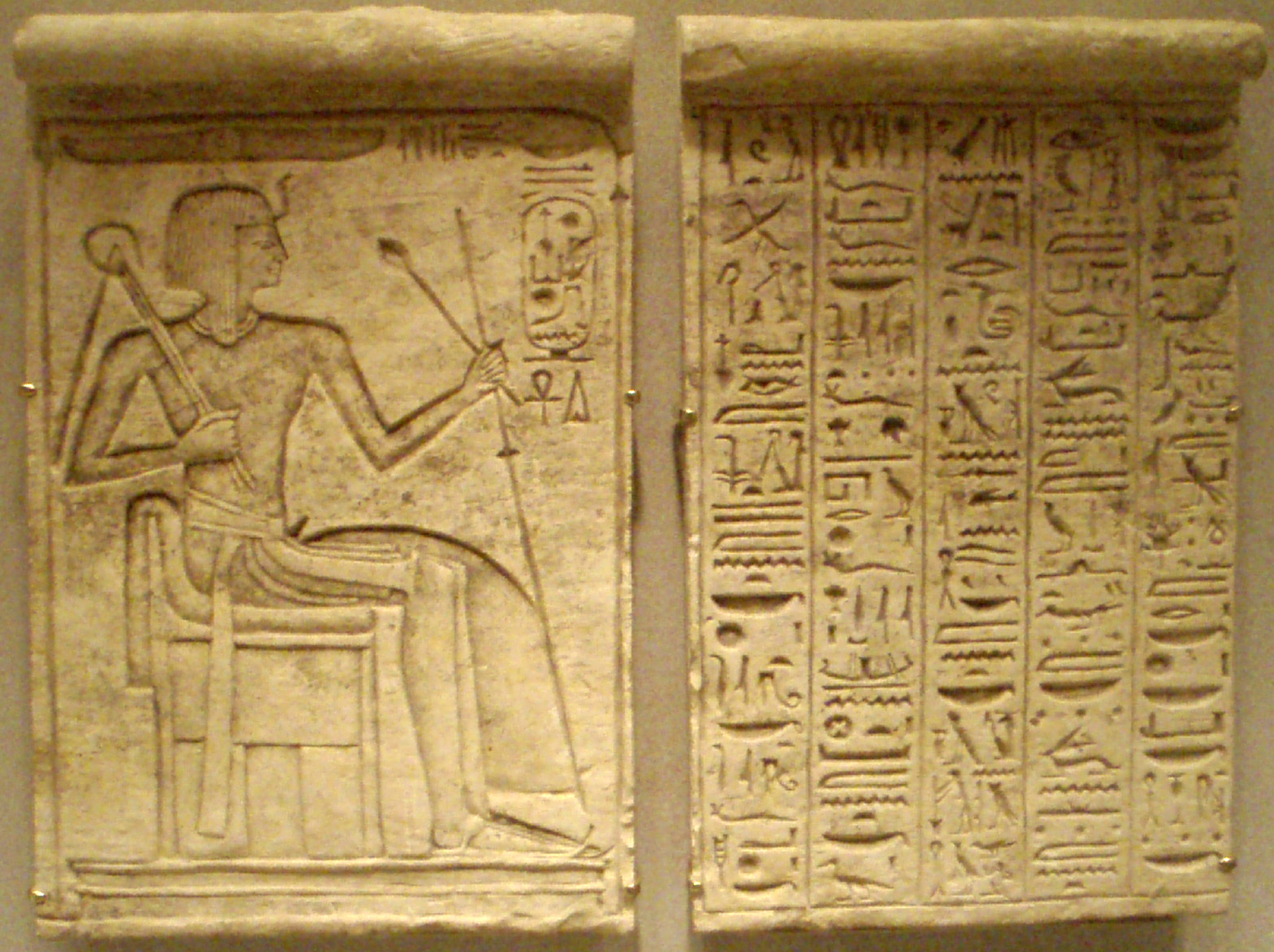
Estela de Ramsés IX

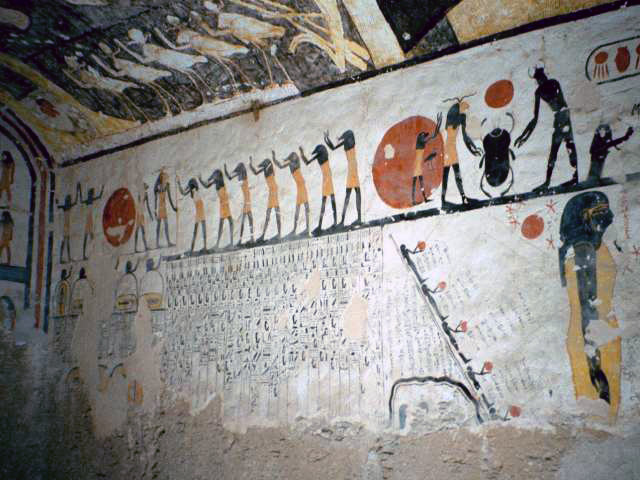
Tumba de Ramsés IX.

Posiblemente fuera nieto de Ramsés III.
El Papiro de Turín nº 1932-1939 muestra que tuvo un reinado de 18 años y 4 meses y que murió en su año 19.º, mes I Peret, entre el día 17 y el 27.
Su nombre de trono es Neferkara-Setepenra, ‘hermoso es el espíritu de Ra, elegido de Ra’.
Ramsés IX intentó devolver a Egipto cierta seguridad e influencia. Organizó viajes a Asia y Nubia para abrir de nuevo rutas comerciales, pero Egipto había perdido el control sobre las regiones de Asia, aunque todavía mantenía su presencia en Nubia.
Trató de revitalizar el estado patrocinando la ampliación de los templos de Karnak y Heliópolis, pero su reinado padeció de inestabilidad política y social. Las malas cosechas trajeron una época de hambruna, donde las incursiones de libios del desierto occidental y los mercenarios extranjeros avivaban los desórdenes.
El clero tebano de Amón manifestaba su considerable poder, y el sumo sacerdote de Amón, Amenhotep, se hizo representar en unos bajorrelieves de templo de Karnak del mismo tamaño que el faraón.

## Robos en la necrópolis de Tebas
Durante su reinado fueron saqueadas varias tumbas reales en la necrópolis de Tebas. Se conoce bien pues fue registrado en el Papiro Abbott.
Una investigación dirigida por Paser (el alcalde de Tebas oriental, en la actual Karnak) contra Paueraa (el alcalde de Tebas occidental, en la actual Luxor), como culpable de esa oleada de robos por ser negligente en su deber de proteger el Valle de los Reyes de incursiones de ladrones de tumbas. Sin embargo, fue imposible demostrar que Paueraa fuese culpable de los crímenes debido a las pruebas presentadas.

## La tumba de Ramsés IX
La tumba de Ramsés IX está en el Valle de los Reyes (KV6). Contiene las escenas del Libro de la noche. Ha estado abierta desde la antigüedad según lo evidencian inscripciones griegas y romanas en las paredes de la tumba.
Pinedyem II, faraón de la dinastía XXI, ordenó trasladar su momia, desde el Valle de los Reyes (KV6), al escondrijo de Deir el-Bahari (DB320), para protegerla, donde posteriormente la encontraron, en el año 1881.

## El sucesor

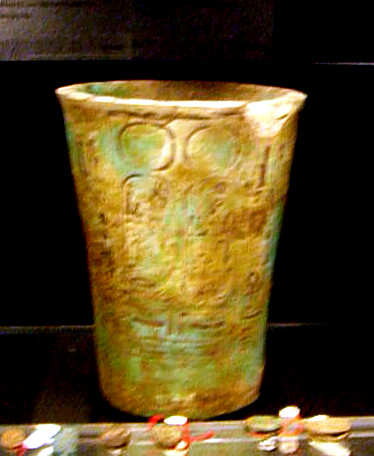
Vaso con el nombre de Ramsés IX, hallado en el Serapeum de Saqqara. Museo del Louvre.

El hijo de Ramsés IX, Mentuherjepeshef, no pudo suceder a su padre, aunque posee una de las tumbas más hermosas del Valle de los Reyes (KV19), tumba prevista originalmente para Ramsés VIII que fue descubierta en 1817. El trono fue ocupado por Ramsés X.

## Testimonios de su época
Construcciones:
Ordenó ampliar el templo de Amón en Karnak y el templo de Heliópolis.
La tumba de Ramsés IX, en el Valle de los Reyes (KV6).
Textos citando al faraón se han encontrado en:
- Karnak: en la puerta del templo de Amón (Amer).
- Karnak: en una estela y una inscripción (Kitchen).
- Heliópolis: en monumentos (Kitchen) y un bloque de piedra (Saleh).
- Menfis: en una estela y fragmentos de piedra (Kitchen).
- Elefantina: en un bloque de piedra (Kitchen).
- Amara: texto en el templo (Kitchen).

## Titulatura
| Titulatura | Jeroglífico | Transliteración (transcripción) - traducción - (referencias) |

| G5 |

| G5 |

| E2 · D40 | m | N28 | R19 |

| E2 · D40 | m | N28 | R19 |

| E2 · D40 | m | N28 | R19 |

| E2 · D40 | m | N28 | R19 |

| G5 |

| G5 |

| E2 · D40 | m | N28 | R19 |

| E2 · D40 | m | N28 | R19 |

| E2 · D40 | m | N28 | R19 |

| E2 · D40 | m | N28 | R19 |

| G16 |

| G16 |

| wsr | s | r · D43 | F23 · D43 | G7 | s | n · Aa1 | N19 | N23 · N23 |

| wsr | s | r · D43 | F23 · D43 | G7 | s | n · Aa1 | N19 | N23 · N23 |

| G16 |

| G16 |

| wsr | s | r · D43 | F23 · D43 | G7 | s | n · Aa1 | N19 | N23 · N23 |

| wsr | s | r · D43 | F23 · D43 | G7 | s | n · Aa1 | N19 | N23 · N23 |

| G8 |

| G8 |

| wsr | M4 | M4 | M4 | W19 | i | A23 | G36 · r | M23 | t | i | i | Z3 | D46 · r | D43 · T10 · t | Z3 | Z3 | Z3 |

| wsr | M4 | M4 | M4 | W19 | i | A23 | G36 · r | M23 | t | i | i | Z3 | D46 · r | D43 · T10 · t | Z3 | Z3 | Z3 |

| G8 |

| G8 |

| wsr | M4 | M4 | M4 | W19 | i | A23 | G36 · r | M23 | t | i | i | Z3 | D46 · r | D43 · T10 · t | Z3 | Z3 | Z3 |

| wsr | M4 | M4 | M4 | W19 | i | A23 | G36 · r | M23 | t | i | i | Z3 | D46 · r | D43 · T10 · t | Z3 | Z3 | Z3 |

| C2 | nfr | D28 | N5 | U21 · n |

| C2 | nfr | D28 | N5 | U21 · n |

| C2 | nfr | D28 | N5 | U21 · n |

| C2 | nfr | D28 | N5 | U21 · n |

| C2 | nfr | D28 | N5 | U21 · n |

| C2 | nfr | D28 | N5 | U21 · n |

| C2 | nfr | D28 | N5 | U21 · n |

| C2 | nfr | D28 | N5 | U21 · n |

| C2 | nfr | D28 | N5 | U21 · n |

| C2 | nfr | D28 | N5 | U21 · n |

| C2 | nfr | D28 | N5 | U21 · n |

| C2 | nfr | D28 | N5 | U21 · n |

| C2 | nfr | D28 | N5 | U21 · n |

| C2 | nfr | D28 | N5 | U21 · n |

| C2 | nfr | D28 | N5 | U21 · n |

| C2 | nfr | D28 | N5 | U21 · n |

| N28 | C2 | R19 | C12 | N36 | M23 | F31 | S29 | D21 · D21 |

| N28 | C2 | R19 | C12 | N36 | M23 | F31 | S29 | D21 · D21 |

| N28 | C2 | R19 | C12 | N36 | M23 | F31 | S29 | D21 · D21 |

| N28 | C2 | R19 | C12 | N36 | M23 | F31 | S29 | D21 · D21 |

| N28 | C2 | R19 | C12 | N36 | M23 | F31 | S29 | D21 · D21 |

| N28 | C2 | R19 | C12 | N36 | M23 | F31 | S29 | D21 · D21 |

| N28 | C2 | R19 | C12 | N36 | M23 | F31 | S29 | D21 · D21 |

| N28 | C2 | R19 | C12 | N36 | M23 | F31 | S29 | D21 · D21 |

| N28 | C2 | R19 | C12 | N36 | M23 | F31 | S29 | D21 · D21 |

| N28 | C2 | R19 | C12 | N36 | M23 | F31 | S29 | D21 · D21 |

| N28 | C2 | R19 | C12 | N36 | M23 | F31 | S29 | D21 · D21 |

| N28 | C2 | R19 | C12 | N36 | M23 | F31 | S29 | D21 · D21 |

| N28 | C2 | R19 | C12 | N36 | M23 | F31 | S29 | D21 · D21 |

| N28 | C2 | R19 | C12 | N36 | M23 | F31 | S29 | D21 · D21 |

| N28 | C2 | R19 | C12 | N36 | M23 | F31 | S29 | D21 · D21 |

| N28 | C2 | R19 | C12 | N36 | M23 | F31 | S29 | D21 · D21 |